# Österreichische Judo-Damen-Mannschaftsmeisterschaft 1996
Die Österreichische Judo-Damen-Mannschaftsmeisterschaft 1996 ermittelte zum 16. Mal den Österreichischen Mannschaftsmeisters im Judo. Sie wurde vom Österreichischen Judoverband ausgetragen. Sieger war zum 1. Mal der Vereinsgeschichte der JC Straßwalchen.

## Tabelle
| Position | Mannschaft      | Ort           | Bundesland | Quelle |
| -------- | --------------- | ------------- | ---------- | ------ |
| 1        | JC Straßwalchen | Straßwalchen  | Salzburg   | [ 2 ]  |
| 2        | ESV Sanjindo    | Bischofshofen | Salzburg   | [ 2 ]  |
| 3        | JGV Wien        | Wien          | Wien       | [ 2 ]  |

Stand: 2025-03-15